# Động mạch hầu lên
Động mạch hầu lên là một động mạch ở cổ cấp máu cho vùng hầu họng.
Đây là nhánh nhỏ nhất của động mạch cảnh ngoài và có hình dạng dài, mảnh, nằm sâu trong cổ, bên dưới các nhánh khác của động mạch cảnh ngoài và dưới cơ trâm hầu. Động mạch nằm ngay trên chỗ chia nhánh của động mạch cảnh chung.
Động mạch này thường chia thành các nhánh hầu và thân màng não. Thân hầu bao gồm vài nhánh cấp máu cho cơ khít hầu giữa, cơ khít hầu dưới và cơ trâm hầu. Các nhánh này góp phần vào cân bằng huyết động cùng với các nhánh từ động mạch hàm trong. Thân não màng não thường bào gồm phần cảnh và hạ thiệt, lần lượt đi vào ống cảnh và ống hạ thiệt cấp máu cho vùng não màng não, cân bằng với các nhánh cột sống, chẩm, màng não sau, màng não giữa, và động mạch cảnh trong (thông qua nhánh vòm cảnh,  meningohypophyseal, và inferolateral trunks).

## Đường đi
Động mạch xuất phát từ phần sau của động mạch cảnh ngoài, gần chỗ bắt đầu của động mạch này, và đi lên trên giữa động mạch cảnh trong và thành hầu họng, đến mặt dưới của sọ, tựa trên cơ dài đầu.